# 僉事
僉事，中國古代職官。相当于副职或助理。

## 歷史沿革
金朝的按察司始置有佥事一職，專司判斷官事。元朝的肃政廉访司、宣抚司、安抚司等皆置有佥事。明朝沿用，都督、都指挥、按察、宣慰、宣抚等，皆設有佥事。努尔哈赤曾任明朝建州都督佥事。清初沿用僉事一職，乾隆十八年（1753年）废除此職，清末復置。中华民国在北洋政府時期亦設有佥事，1912年鲁迅曾任教育部社会教育司佥事。